# 海德莫尔
海德莫尔是德国石勒苏益格－荷尔斯泰因州的一个市镇。总面积18.25平方公里，总人口326人，其中男性160人，女性166人（2011年12月31日），人口密度18人/平方公里。